# Фукјер ле Лан
Фукјер ле Лан (фр. Fouquières-lès-Lens) насеље је и општина у североисточној Француској у региону Север-Па де Кале, у департману Па де Кале која припада префектури Ланс.
По подацима из 2011. године у општини је живело 6534 становника, а густина насељености је износила 1578,26 становника/km². Општина се простире на површини од 4,14 km². Налази се на средњој надморској висини од 49 метара (максималној 43 m, а минималној 22 m).

## Демографија
| 1962. | 1968. | 1975. | 1982. | 1990. | 1999. | 2011. |
| ----- | ----- | ----- | ----- | ----- | ----- | ----- |
| 8.298 | 8.801 | 7.758 | 7.550 | 7.038 | 6.898 | 6.534 |

График промене броја становника у току последњих година